# Dinastia Frigiană

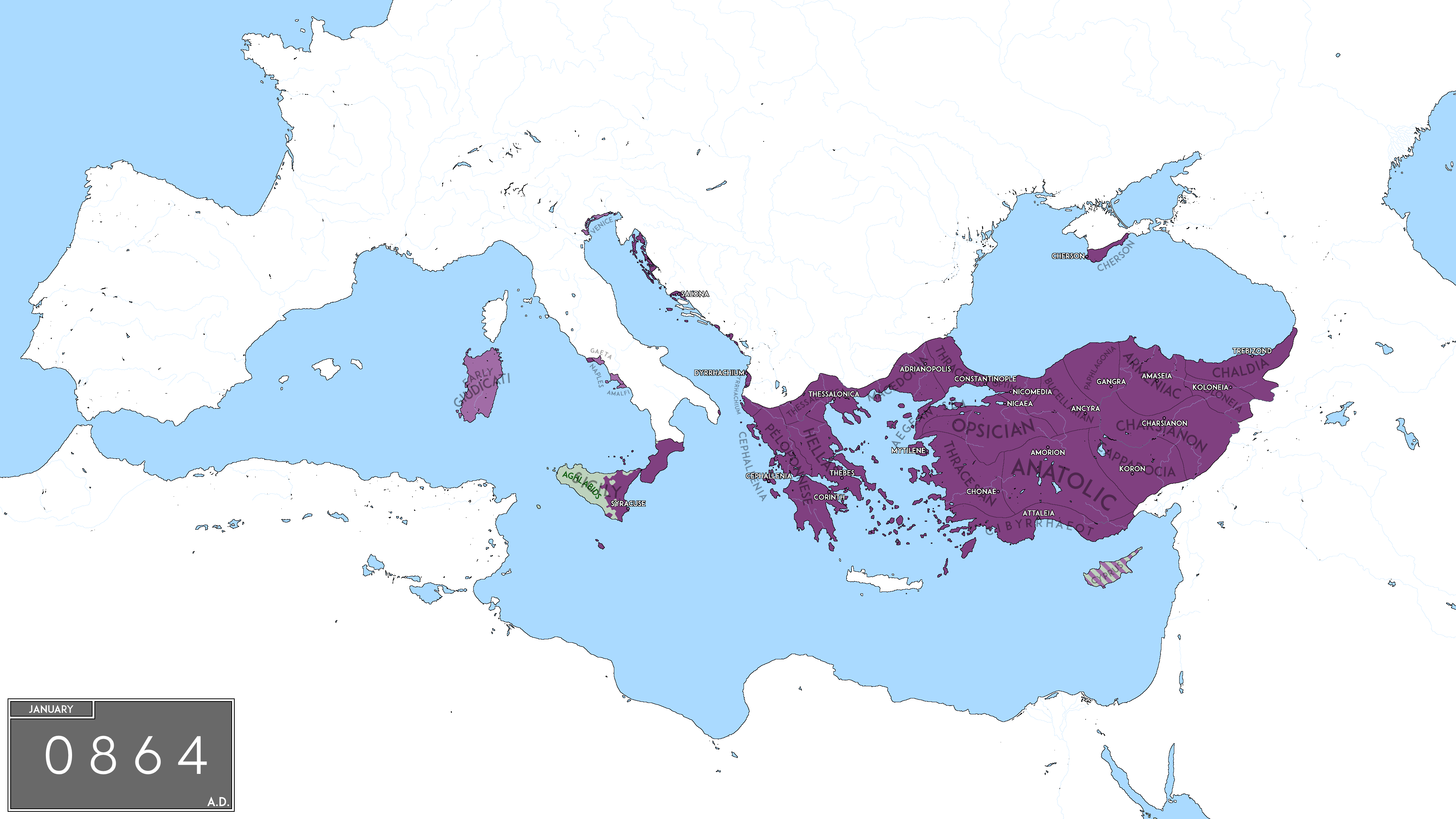
Imperiul Roman de Răsărit după creștinarea Bulgariei în 864.

Dinastia Frigiană/Amoriană a fost o familie domnitoare în Imperiul Bizantin între 820 și 867.
Primul împărat din această dinastie, Mihail II Amorianul, a fost un general care, printr-o conspirație, l-a dat jos pe Leon V Armeanul, declarându-se împărat. Mihail II a trebuit să se confrunte cu un alt general rebel, Toma Slavul, care a fost însă înfrânt cu ajutorul bulgarilor în 823.
Urmașul lui Mihail II, Theophil, a purtat lupte cu bulgarii și arabii, ajungând până în Mesopotamia. El a "renovat" zidurile Constantinopolelui și a făcut un spital în capitală. 
Fiul lui Theophil, Mihail III Bețivul, a fost influența de către patriahul Fotie I, Caesarul Bardas și mama sa Teodora II. Când Mihail III a murit, tronul a fost luat de către Vasile I Macedoneanul, care l-a adoptat pe fiul lui Mihail III, Leon VI Filozoful, și l-a desemnat împărat. 
Membrii dinastie macedonene sunt descendenți din Mihail III.
Împărații din această dinastie au fost:
- Mihail II Amorianul (Mihailos Psellos) ; 820 - 829 ; ginerele al lui Constantin VI
- Theophil ; 829 - 842 ; fiul lui Mihail II
- Constantin ; 833 - 835 ; fiul lui Theophil
- Mihail III Bețivul (Mihailos Methusos) ; 842 - 867 ; fiul lui Theophil
- Teodora II ; 842 - 855 ; soția lui Theophil, regentă